# Pectinida
Pectinida là một bộ động vật thân mềm hai mảnh vỏ sống ở biển, có kích thước từ trung bình đến lớn. Nhiều loài trong số chúng thường được gọi với tên thông dụng là sò điệp. Các nhà nghiên cứu tin rằng chúng bắt đầu tiến hóa vào cuối Kỷ Ordovic giữa; nhiều loài, tất nhiên, vẫn còn tồn tại.

## Phân loại 2010
Năm 2010, một hệ thống phân loại mới được đề xuất cho nhóm động vật thân mềm hai mảnh vỏ (Bivalvia) đã được xuất bản bởi Bieler, Carter & Coan, trogn đó đã điều chỉnh lớp Bivalvia, bao gồm cả bộ Pectinida. 
- Liên họ: Anomioidea
  - Họ: Anomiidae
  - Họ: Placunidae
- Liên họ: Plicatuloidea
  - Họ: Plicatulidae
- Liên họ: Dimyoidea
  - Họ: Dimyidae
- Liên họ: Pectinoidea
  - Họ: Entoliidae
  - Họ: Pectinidae
  - Họ: Propeamussiidae
  - Họ: Spondylidae